# 600 миль
600 миль (исп. 600 Millas) — мексиканский драматический фильм, написанный и снятый Габриэлем Рипштейном. Лента была показана в секции «Панорама» на Берлинском кинофестивале 2015, где она получила награду за лучший дебютный фильм. Фильм стал одним из четырнадцати вошедших в шорт-лист Мексики на выдвижение на премию «Оскар-2016» в номинации «лучший фильм на иностранном языке». 17 сентября 2015 года «600 миль» был избран представлять Мексику на премии «Оскар».

## Сюжет
Арнульфо Рубио занимается контрабандой оружия через американо-мексиканскую границу. Агент по борьбе с незаконным оборотом алкоголя, табака и оружия Генк Харрис пытается его арестовать, однако вместо этого попадает к нему в заложники. Рубио решает доставить агента своим боссам, но во время путешествия длиной 600 миль они постепенно знакомятся ближе.